# Andrea Elson
Andrea Hope Elson (New York, 6 maart 1969) is een Amerikaans actrice, die vooral bekend werd als Lynn Tanner uit de serie ALF. Ook was ze te zien als Debbie Thompson in The Young and the Restless.
Op 31 mei 1993 trouwde Elson met Scott Hopper. Ze ontmoette Hopper op de set van ALF, waar hij werkte als persoonlijk assistent. In 1997 werd uit dit huwelijk hun dochter Claire geboren.
Elson leed aan boulimie.
In juni 2000 kwam ze met een show over lifestyle.

## Filmografie
- Simon & Simon (televisieserie) – Alice Tyler (afl. "Fly the Alibi Skies", 1983)
- Whiz Kids (televisieserie) – Alice Tyler (afl. "Altaira", 1984)
- Silver Spoons (televisieserie) – Kimberly (afl. "Promises, Promises", 1985)
- Class Cruise (televisiefilm, 1989) – Staci Poston
- Who's the Boss? (televisieserie) – Melinda (afl. "One Flew Over the Empty Nest", 1990)
- Parker Lewis Can't Lose (televisieserie) – Denise (afl. "Musso & Frank", 1990)
- They Came from Outer Space (televisieserie) – Julie Carter (afl. "Trading Faces", 1990)
- ALF (televisieserie) – Lynn Tanner (1986–1990)
- The Less Than Perfect Daughter (televisiefilm, 1991) – Liz
- Married People (televisieserie) – rol onbekend (afl. "Dance Ten, Friends Zero", 1991)
- Frankenstein: The College Years (televisiefilm, 1991) – Andi Richmond
- Married... with Children (televisieserie) – Heidi (afl. "Wedding Show", 1993)
- Surgical Strike (video, 1994) – copiloot
- Mad About You (televisieserie) – Joanne (afl. "Cold Feet", 1994)
- Step by Step (televisieserie) – Bonnie (afl. "Forever Young", 1996)
- Kirk (televisieserie) – rol onbekend (afl. "Baby, You Can Drive My Car", 1996)
- Men Behaving Badly (televisieserie) – meisje 1 (afl. "It's Good to Be Dead", 1997)
- The Young and the Restless (televisieserie) – Debbie Thompson (afl. onbekend, 1998)
- Passions (televisieserie) – stewardess (episode 1.398, 2001)

- Bibliothèque nationale de France: cb141750832 (data)
- International Standard Name Identifier: 0000 0000 0121 0828
- Library of Congress Control Number: n2013061539
- Système universitaire de documentation: 248923196
- Virtual International Authority File: 61756150
- WorldCat: E39PBJy4c4TWXMVcFfx4qrbPQq